# Afterglowのディスコグラフィ
Afterglowのディスコグラフィは、日本のメディアミックスプロジェクト『BanG Dream!』から誕生した声優ユニット・Afterglowの作品の一覧である。
メンバーは美竹蘭（声 - 佐倉綾音）、青葉モカ（声 - 三澤紗千香）、上原ひまり（声 - 加藤英美里）、宇田川巴（声 - 日笠陽子）、羽沢つぐみ（声 - 金元寿子）の5名。
なお、プロジェクト内の他ユニットとの合同作品の詳細についてはBanG Dream!のディスコグラフィを参照。
また、「*」と記載のある人物は、楽曲発表時点でElements Gardenに所属していたことを示し、「▲」については、ドラマパートを示す。

## シングル

### That Is How I Roll!
デビューシングル。2017年9月6日に発売された。
収録曲の「That Is How I Roll!」と「True color」は美竹蘭の完全ソロ曲。他のメンバーはコーラスなどでも参加しておらず、本CDではドラマパートにのみ出演している。
初回生産特典はA4クリアポスターが付属し、ライブチケット風カード（全6種の内ランダムで1枚）が封入される。
収録曲
全作詞：織田あすか*、全作曲・編曲：岩橋星実*
1. That Is How I Roll!
2. True color
3. That Is How I Roll!（instrumental）
4. True color（instrumental）
5. バラードってどうだろう？▲
  - 出演：Afterglow

パフォーマンス
「BanG Dream! 7th☆LIVE DAY2:RAISE A SUILEN“Genesis”」（2019年2月22日）においては、青葉モカ役の三澤紗千香がギターで参加しており、原曲において美竹蘭（声：佐倉綾音）が担当するメインボーカルパートはRAISE A SUILENのRaychellが担当した。また、RAISE A SUILENのギターを務める小原莉子と三澤が向かい合って演奏する場面もあった。

### Hey-day狂騒曲（カプリチオ）
2ndシングル。2018年1月31日に発売された。
初回生産特典はオリジナルキャラクターカード（全5種の内ランダムで1枚）とガルパオリジナルバンド2ndシングル3枚連動購入キャンペーン応募券が封入。
収録曲
全作詞：織田あすか*
1. Hey-day狂騒曲（カプリチオ）
  - 作曲・編曲：藤田淳平*

2. Scarlet Sky
  - 作曲・編曲：岩橋星実*
  - 美竹蘭のソロ曲。他メンバーのコーラス参加はなし。

3. Hey-day狂騒曲（instrumental）
4. Scarlet Sky（instrumental）

### ツナグ、ソラモヨウ
3rdシングル。2018年10月31日に発売された。
通常盤（BRMM-10134）とBlu-ray付生産限定盤（BRMM-10133）の二種類がリリースされる。Blu-rayには「ツナグ、ソラモヨウ」のミュージックビデオ、2018年1月13日から14日に開催されたイベント『ガルパライブ』での佐倉綾音出演分が収録される（収録は14日分のみ）。
初回生産特典としてオリジナルキャラクターカード（全5種の内ランダムで1枚）が封入。
収録曲（生産限定盤・通常盤共通）
全作詞：織田あすか*
1. ツナグ、ソラモヨウ
  - 作曲・編曲：岩橋星実*

2. Jamboree! Journey!
  - 作曲・編曲：藤田淳平*

3. ツナグ、ソラモヨウ（instrumental）
4. Jamboree! Journey!（instrumental）

Blu-ray（生産限定盤のみ）
1. 「ツナグ、ソラモヨウ」MV
2. 佐倉綾音（Afterglow 美竹蘭 役） ＋ バックバンド：THE THIRD（仮） ガルパライブ（2018.1.14）

ミュージックビデオ
「ツナグ、ソラモヨウ」のミュージックビデオはゲーム『バンドリ！ ガールズバンドパーティ！』のバンドストーリー2章収録を公開してショートバージョンが公開された。ミュージックビデオは同作に収録されているほか、のちにYoutubeにてフルバージョンが公開されている。
ミュージックビデオの制作はテレビシリーズ第2期と第3期を手掛けたサンジゲンが担当しており、冒頭の3カット分のアニメーションは入社2年目の内田大樹が務めた。内田は、CGWolrdとのインタビューの中で、これは力を入れないといけないという思いから、特に最初の1カットは力を入れたと話している。
パフォーマンス
「BanG Dream! 7th☆LIVE DAY2:RAISE A SUILEN“Genesis”」（2019年2月22日）においては、青葉モカ役の三澤紗千香がギターとボーカルで参加しており、原曲において美竹蘭（声：佐倉綾音）が担当するメインボーカルパートはRAISE A SUILENのRaychellが担当した。この様子について、ライターの中里キリはアキバ総研に寄せたイベントレポートの中で、三澤とRaychellによるボーカルは、原曲とは一味異なる響きと空気感があったと述べている。

### Y.O.L.O!!!!!
4thシングル。2019年2月20日に発売された。
通常盤（BRMM-10167）とBlu-ray付生産限定盤（BRMM-10166）の二種類がリリースされる。生産限定盤のBlu-rayにはショートアニメ「BanG Dream! ガルパ☆ピコ」#19～26を収録。
初回生産特典としてオリジナルキャラクターカード1枚（全5種の内ランダムで1枚）と、2019年春以降に開催されるイベント抽選応募申込券が封入。
背景と音楽性
「COMIC PANIC!!!」の作編曲を手掛けた都丸椋太は、リアルサウンドとのインタビューの中で、ゲーム『ガルパ』でのコミカルなシナリオを音楽的に表現するため、シャッフルビートを取り入れたと話している。また、もう一つの新たな試みとして、楽曲の冒頭部分に台詞が入れられた。
2020年に行われたトークイベント『いつも通りの放課後デイズ』の中で、上原ひまり役の加藤英美里はAfterglowのお気に入り楽曲として、「Y.O.L.O!!!!!」を挙げている。
一方、佐倉綾音（美竹蘭役）、三澤紗千香（青葉モカ役）、日笠陽子（宇田川巴役）の3人は「COMIC PANIC!!!」を挙げている。
収録曲（生産限定盤・通常盤共通）
全作詞：織田あすか*、全編曲：都丸椋太*
1. Y.O.L.O!!!!!
  - 作曲：藤田淳平*

2. COMIC PANIC!!!
  - 作曲：都丸椋太*

3. Y.O.L.O!!!!!（instrumental）
4. COMIC PANIC!!!（instrumental）

Blu-ray（生産限定盤のみ）
1. ミニアニメ「BanG Dream! ガルパ☆ピコ」 #19～26

パフォーマンス
「 Y.O.L.O!!!!!」は、「BanG Dream! 7th☆LIVE DAY2:RAISE A SUILEN“Genesis”」（2019年2月22日）にて初めて披露された。
原曲において美竹蘭（声：佐倉綾音）が担当するメインボーカルパートは、青葉モカ役の三澤紗千香とRAISE A SUILENのRaychellが担当した。この様子について、ライターの中里キリはアキバ総研に寄せたイベントレポートの中で「音圧の強いRaychellさんのボーカルと、三澤さんのキャラクターを乗せた歌声の響きの良さがサビの中で共存しているのが魅力的だった。」と評価している。
三澤はライブの翌年に行われたトークイベント『いつも通りの放課後デイズ』にて、パフォーマンスに当たって一生懸命練習したと話し、ファンからの完成を聞いて努力が報われたと振り返っている。
プロジェクト内他ユニットによるパフォーマンス
表題曲である「Y.O.L.O!!!!!」は、アプリゲーム『バンドリ！ ガールズバンドパーティ！』のシナリオ「紺碧、星煌めいて」において、AfterglowからPastel＊Palettesへ提供した楽曲という設定があり、現実に行われたライブコンサート「Pastel＊Palettes特別公演 ～まんまるお山に彩りスペシャル☆～」では、Pastel＊Palettesが歌っている。
また、2019年に行われたRoseliaとRAISE A SUILENによる合同ライブ「Rausch und/and Craziness」では、Pastel＊PalettesおよびAfterglowのバックバンドを務めたRAISE A SUILEN単独によるバージョンが披露された。
反響
本作はmoraアニソンハイレゾTOP10にて7位にランクインした。

### ON YOUR MARK
5thシングル。2019年10月23日に発売された。
表題曲「ON YOUR MARK」はテレビアニメ『BanG Dream! 2nd Season』第13話挿入歌として書き下ろされた。生産限定盤のBlu-rayにはアニメ『BanG Dream! 2nd Season』#11～12、次回予告、TVCMを収録。
収録曲（生産限定盤・通常盤共通）
全作詞：織田あすか*、全作曲：岩橋星実*
1. ON YOUR MARK
  - 編曲：都丸椋太*

2. ランブリングメモリー
  - 編曲：岩橋星実（Elements Garden）

3. ON YOUR MARK（instrumental）
4. ランブリングメモリー（instrumental）

Blu-ray（生産限定盤のみ）
1. アニメ「BanG Dream! 2nd Season」#11〜12
2. Web用次回予告 #11〜12
3. アニメ「BanG Dream! 2nd Season」CM Afterglow編

### Easy come, Easy go!
6thシングル。2020年3月11日に発売された。
通常盤（BRMM-10242）とBlu-ray付生産限定盤（BRMM-10241）の二種類がリリースされる。生産限定盤のBlu-rayにはアニメ『BanG Dream! 3rd Season』#8～9、「バンドリ!TV」特別編 #5を収録。
収録曲（生産限定盤・通常盤共通）
全作詞：織田あすか*
1. Easy come, Easy go!
  - 作曲・編曲：都丸椋太*

2. いつも通りのBrand new days
  - 作曲・編曲：藤田淳平*

3. Easy come, Easy go!（instrumental）
4. いつも通りのBrand new days（instrumental）

Blu-ray（生産限定盤のみ）
1. アニメ「BanG Dream! 3rd Season」#8〜9
2. 「バンドリ!TV」特別編 #5

パフォーマンス
「Easy come, Easy go!」は、CD発売前の2020年2月2日に行われたトークイベント『いつも通りの放課後デイズ』のライブパートで披露された。

### Sasanqua
7thシングル。2020年10月28日に発売された。
初回生産特典はオリジナルキャラクターカード（全5種の内ランダムで1枚）が封入。
収録曲
全作詞：織田あすか*
1. Sasanqua
  - 作曲・編曲：藤間仁*

2. I love your way！
  - 作曲・編曲：菊田大介*

3. Sasanqua（instrumental）
4. I love your way！（instrumental）

反響
本作はハイレゾ音楽配信サービス「e-onkyo music」の週間ランキングにて、7位にランクインしている。

## アルバム

### ONE OF US
1stアルバム。2021年3月24日に発売された。
通常盤（BRMM-10348）とBlu-ray付生産限定盤（BRMM-10347）の二種類をリリース。
CDは7thシングルまでの表題曲7曲のほか、今作の表題曲「ONE OF US」を含む新曲が4曲収録されている。
生産限定盤には、「ONE OF US」のMVとAfterglow Sound Only Live「As ever」を収録したBlu-rayが付属する。
また、両盤共通の初回生産特典として、ジャケットデザイン仕様のステッカーが封入。
歌詞・音楽性
肝試しを主題とした5曲目の「Hey-day狂騒曲」について、Skream!の宮﨑大樹は「コミカルでありながらもホラー的な要素もあるように感じた」と表現しており、1stアルバム『 ONE OF US 』収録楽曲の中でも異色を放っているとしている。
収録内容
全作詞：織田あすか*
CD（両盤共通）
1. ON YOUR MARK
  - 作曲：岩橋星実*、編曲：都丸椋太*

2. That Is How I Roll!
  - 作曲・編曲：岩橋星実*

3. SENSENFUKOKU
  - 作曲・編曲：藤田淳平*

4. I knew it!
  - 作曲・編曲：藤永龍太郎*

5. ツナグ、ソラモヨウ
  - 作曲・編曲：岩橋星実*

6. Hey-day狂騒曲（カプリチオ）
  - 作曲・編曲：藤田淳平*

7. Easy come, Easy go!
  - 作曲・編曲：都丸椋太*

8. Sasanqua
  - 作曲・編曲：藤間仁*

9. RED RED RED
  - 作曲・編曲：岩橋星実*

10. ONE OF US
  - 作曲・編曲：藤田淳平*

11. Y.O.L.O!!!!!
  - 作曲：藤田淳平*、編曲：都丸椋太*

Blu-ray（生産限定盤のみ）
1. 「ONE OF US」MV
2. Afterglow Sound Only Live「As ever」

収録曲
1. I knew it!
2. RED RED RED
3. ONE OF US
4. That Is How I Roll!
5. ツナグ、ソラモヨウ
6. Sasanqua
7. Scarlet Sky
8. I love your way!
9. Y.O.L.O!!!!!

### STAY GLOW
2ndアルバム。2023年4月26日に発売された。
通常盤（BRMM-10630）とグッズ付生産限定盤（BRMM-10629）の二種類をリリース。
CDはDisc１、Disc2の2枚構成となっており、Disc1には新規描き下ろし楽曲「極彩色」に加えて本作で初収録となる楽曲を7曲、1st～6thシングルのカップリング曲を6曲収録している。Disc2には全て音源化が初となるカバー楽曲が10曲収録されている。
生産限定盤には、12inchアナログ盤ジャケットとダミーレコードが付属する。
また、両盤共通の初回生産特典として、2024年春開催のAfterglow単独イベント最速先行抽選申込券と、ジャケットデザイン仕様のステッカーが封入。
歌詞・音楽性
TKさんからの提供楽曲である10曲目の「独創収差」について、美竹蘭役の佐倉綾音は、「新鮮だけどしっくりくる、AfterglowだけどTKさんでもあるみたいな、ベン図の真ん中にあるような不思議な楽曲になった」と言っている。
収録内容
CD（両盤共通）
＜Disc1＞
(特記のない限り)作詞：織田あすか*
1. Scarlet Sky
  - 作曲・編曲：岩橋星実*

2. Off we go.
  - 作曲・編曲：藤間仁*

3. いつも通りのBrand new days
  - 作曲・編曲：藤田淳平*

4. SWITCH ON NOW
  - 作曲：上松範康*、編曲：日高勇輝*

5. ランブリングメモリー
  - 作曲・編曲：岩橋星実*

6. COMIC PANIC!!!
  - 作曲・編曲：都丸椋太*

7. Trouble Joyful!!
  - 作曲・編曲：藤田淳平*

8. Jamboree！Journey！
  - 作曲・編曲：藤田淳平*

9. カナユメ
  - 作曲・編曲：藤永龍太郎*

10. 独創収差
  - 作詞・作曲・編曲：TK*

11. 極彩色
  - 作曲・編曲：日高勇輝*

12. サクラゼンセン
  - 作曲・編曲：日高勇輝*

13. True color
  - 作曲・編曲：岩橋星実*

＜Disc2＞
1. Crow Song
  - 作詞・作曲：Jun Maeda*、編曲：都丸椋太*

2. カサブタ
  - 作詞・作曲：千綿偉功*、編曲：日高勇輝*

3. アイのシナリオ
  - 作詞・作曲：HoneyWorks*、編曲：都丸椋太*

4. Northern lights
  - 作詞：MEGUMI*、作曲：たかはし    ごう*、編曲：日高勇輝*

5. トーキョーワンダー。
  - 作詞・作曲：泣き虫*、編曲：都丸椋太*

6. Reach Out To The Truth
  - 作詞：田中怜子*、小林鉄兵、Lotus Juice、作曲：目黒将司、編曲：竹田祐介*

7. Listen!!
  - 作詞：大森祥子*、作曲：前澤寛之*、編曲：近藤世真*

8. 青い栞
  - 作詞・作曲：尾崎雄貴*、編曲：岩橋星実*

9. イマジネーション
  - 作詞：MOMIKEN*、作曲：UZ、編曲：竹田祐介*

10. Butter-Fly
  - 作詞・作曲：千綿偉功*、編曲：母里治樹*/加納望*

## 参加作品

### プロジェクト外作品
| アーティスト名 | 発売日         | タイトル                                                             | 規格品番            | 備考 |
| -------------- | -------------- | -------------------------------------------------------------------- | ------------------- | --- |
| FLOW           | 2021年12月15日 | DICE                                                                 | VVCL-1958           | 「優勝 feat.Afterglow」に参加。 |
| FLOW           | 2024年2月21日  | FLOW 20th ANNIVERSARY SPECIAL LIVE 2023 〜アニメ縛りフェスティバル〜 | VVXL-183/4 VVXL-185 | ライブビデオ。 美竹蘭（CV: 佐倉綾音）が「優勝 feat.Afterglow」および「Y.O.L.O!!!!!」にゲスト参加。また、FLOW×影山ヒロノブ×GRANRODEO×美竹蘭 from Afterglow（CV：佐倉綾音）名義で「SKILL」に参加。 |